# ドリームランド駅
ドリームランド駅（ドリームランドえき）は、かつて神奈川県横浜市戸塚区にあった、ドリーム開発ドリームランド線の駅である。当線の終着駅であった。

## 歴史
- 1966年（昭和41年）5月2日：ドリーム交通モノレール大船線の駅として開業。
- 1967年（昭和42年）
  - 9月23日：軌道を支えるコンクリート等に亀裂が発見され、他にも車両重量超過など安全性が問題視されたため運行休止。
  - 9月27日：正式に営業を休止。
- 1982年（昭和57年）3月：モノレール大船線の経営権譲渡により、ドリーム開発が継承。
- 1987年（昭和62年）：駅舎、車両基地を解体・撤去。
- 1995年（平成7年）6月14日：再開計画としてドリームランド線へ改称。
- 2002年（平成14年）8月21日：ドリーム開発の親会社となっていたダイエーがドリームランド線廃止を正式に発表。
- 2003年（平成15年）
  - 9月18日：ドリームランド線廃線に伴い廃駅となる。
  - （日付不明）：ホーム部分を撤去。

## 駅構造
単式ホーム2面1線の地上駅であった。

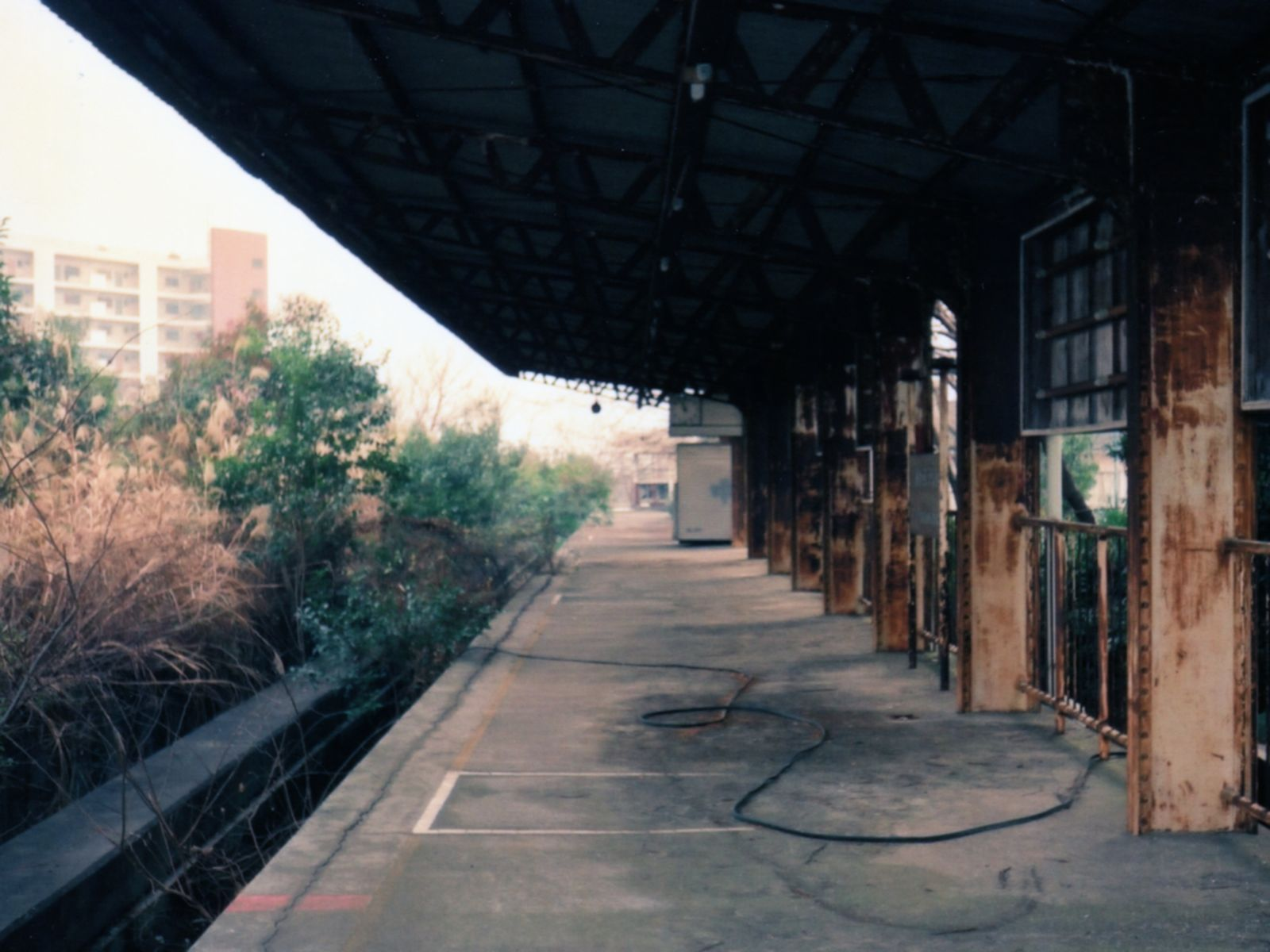
ホーム北側から大船方面を見る
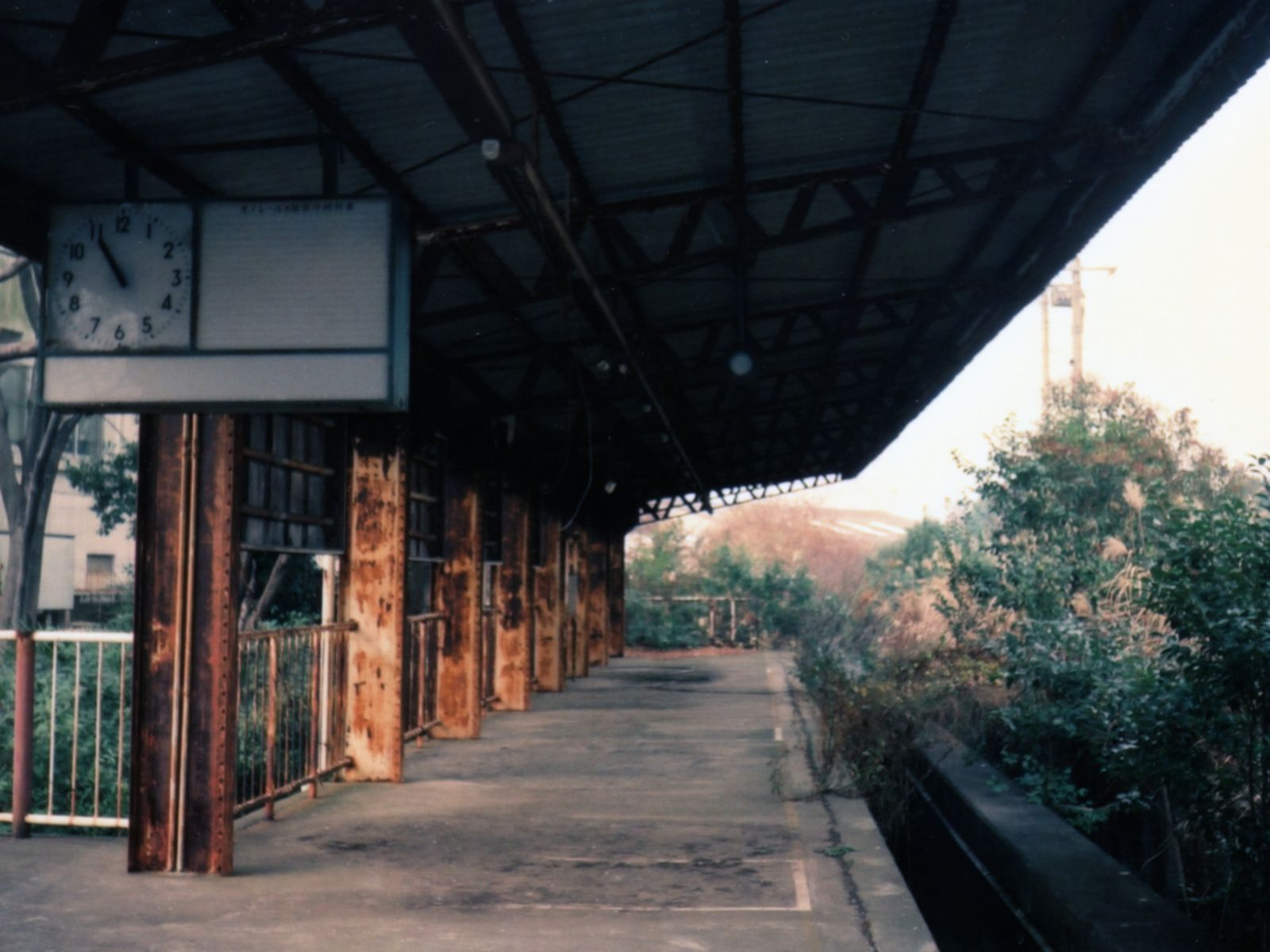
ホーム南側から北を見る

## 駅周辺
以前は周辺に横浜ドリームランドがあったが、2002年（平成14年）2月17日に閉園となり、現存しない。
- 横浜薬科大学
- 俣野公園
- 俣野公園野球場（俣野公園内）
- 相州春日神社

## 駅跡地
1987年（昭和62年）頃に駅舎が撤去され、2003年（平成15年）の路線廃止と前後してホーム部分も撤去・整地され、駐車場となった。

## 隣の駅
ドリーム開発
ドリームランド線（廃線）
大船駅 - （小雀信号所） - ドリームランド駅